# Joe Kennaway

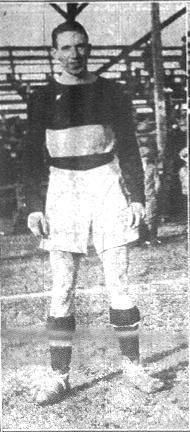
Joe Kennaway

James „Joe“ Kennaway (* 21. Januar 1907 in Point St. Charles, Montreal; † 7. März 1969 in Johnston, Rhode Island) war ein kanadischer Fußballtorwart.
Kennaway stand zwischen 1931 und 1939 für den schottischen Fußballverein Celtic Glasgow 295-mal im Tor und konnte in der Zeit zweimal die schottische Meisterschaft und dreimal den schottischen Pokal gewinnen.
Kennaway begann seine Fußballerlaufbahn beim kanadischen Amateurverein Montreal CPR. Im Januar 1927 wechselte er zu den Providence Clamdiggers in die American Soccer League. Das Team wurde im Folgejahr in Providence Gold Bugs umbenannt und 1931 nach Fall River übersiedelt. Nachdem er in einem Freundschaftsspiel mit dem Fall River F.C gegen die im Sommer 1931 auf US-Tournee befindliche Mannschaft von Celtic auf sich aufmerksam machen konnte, wechselte er noch im selben Jahr nach Schottland. In der ASL bestritt er insgesamt 158 Ligaspiele.
Er bestritt jeweils ein Länderspiel für die kanadische Fußballnationalmannschaft, für die er 1926 gegen die USA eingesetzt wurde und für die schottische Fußballnationalmannschaft, für die er 1933 beim 2:2 gegen Österreich in Glasgow im Tor stand. Dies war das erste Spiel, in dem eine kontinentaleuropäische Nationalmannschaft auf britischem Boden ungeschlagen blieb.
Nach seiner aktiven Karriere betreute er von 1946 bis 1959 die Universitätsmannschaft der Brown University.
Im Jahr 2000 wurde er in die Canadian Soccer Hall of Fame aufgenommen.